# Galiciana
Galiciana — электронная библиотека, сохраняющая и распространяющая галисийское документальное и библиографическое наследие.

## История
Главный библиографический центр Галисии (исп. Centro Superior Bibliográfico de Galicia, аббревиатура CSBG), впоследствии ставший Библиотекой Галисии, был открыт в 1986 году, а с 1989 года выполняет функции региональной библиотеки. Проект по оцифровке фондов библиотеки был начат в 1997 году с двумя целями: защитить уникальные материалы и облегчить доступ к ним. В 1999 году доступ к библиотеке стал возможен через Интернет. В октябре 2008 года была разработана новая версия платформы.
Решение о создании электронной библиотеки было связано с условиями функционирования региональной библиотеки: коллекции, имеющие большую ценность, разбросаны по всей территории Галисии и их невозможно собрать в одном месте, а здание было недостаточно большим, чтобы хранить там все обязательные экземпляры.

## Фонд
Документы, составляющие фонд библиотеки Galiciana, предоставлены следующими организациями:
- Библиотека Галисии;
- Университет Сантьяго-де-Компостела;
- Музей галисийского народа;
- Фонд Пенсоля в Виго;
- Королевская академия галисийского языка;
- Семинария Мондоньедо;
- Муниципальная библиотека Ла-Коруньи;
- Музей Массо в Буэу;
- Музей паломничеств в Сантьяго-де-Компостела;
- Фонд ABANCA;
- Личный архив Камило Диаса Балиньо (1889—1936)[6].